# Alchemilla stanislaae
Alchemilla stanislaae är en rosväxtart som beskrevs av Pawl.. Alchemilla stanislaae ingår i släktet daggkåpor, och familjen rosväxter. Utöver nominatformen finns också underarten A. s. pilifera.